# João Galaz
João José Galaz de Abreu Pimenta (Lagos, 4 ottobre 1931) è un ex calciatore portoghese, di ruolo difensore e centrocampista.
Ha trascorso la maggior parte della sua carriera giocando per lo Sporting Lisbona con cui ha vinto due Campionati Portoghesi e una Coppa del Portogallo.

## Biografia
Nasce a Lagos nella regione dell'Algarve e assieme ai suoi due fratelli Mário e Hélder comincia a giocare a calcio, ma sarà l'unico a fare dello sport il suo lavoro. 
Lui stesso affermò «Per me il calcio non è mai stato una professione, ma più una maniera di vivere. Lo praticavo per puro piacere».
Nel 2009 viene insignito dallo Sporting CP del Premio Stomp, nella categoria "Saudade".

## Caratteristiche tecniche
Dotato di una grande prestanza fisica che imponeva rispetto ha fatto della forza e della capacità di giocare in più posizioni sul campo le sue caratteristiche principali.

## Carriera

### Club
Trascorse l'intera carriera giocando nel campionato portoghese, militando per 11 stagioni in Primeira Liga e per 3 in Segunda Liga. 
 Ha iniziato a giocare a pallone in un piccolo club di Lagos, il Faìsca, nel ruolo di attaccante per poi passare nelle giovanili del Portimonense dove invece viene utilizzato come interno di centrocampo. Appena diciottenne viene acquistato nel 1949 dal Vitória Setúbal dove disputa tre stagioni.

### Sporting Lisbona
Viene presto notato dallo Sporting CP di Lisbona che entra in possesso del suo cartellino nel 1953 e lo inserisce subito in prima squadra sotto la guida dell'allenatore Álvaro Cardoso. Esordisce il 18 ottobre nella partita contro il Covilhã pareggiata per 2-2 e segna il suo primo goal con la maglia dello sporting il 6 dicembre nella partita vita per 2-1 nei confronti del Boavista.
Durante la sua prima stagione, nonostante la giovane età, si guadagnò un posto da titolare nella difesa facendo coppia con Manuel Caldeira, contribuendo alla vittoria del Campionato Portoghese e della Coppa del Portogallo.
Nel corso della stagione 1955-56 partecipa alla prima edizione della Coppa dei Campioni ed è in campo nello storico 4 settembre 1955, ossia la prima partita in assoluto della Coppa dei Campioni che diede inizio alle competizioni calcistiche europee tra i club, terminata con il risultato di 3-3 tra lo Sporting CP e il Partizan giocata all'Estádio Nacional.
Durante il Campionato 1957-58 conquista il suo secondo trionfo nel Campionato Portoghese, che è anche il decimo titolo nella storia dello Sporting CP. In questa stagione, schierato come difensore o mediano, risulterà il giocatore più utilizzato collezionando 31 presenze.

### Il ritorno al Vitória Setúbal
Nel 1960 ritorna a giocare per il Vitória Setúbal, club a cui apparteneva prima delle 7 stagioni passate con lo Sporting CP. Qui partecipa ai suoi ultimi tre campionati, prima di ritirarsi definitivamente nel 1963. Giocando per il Vitória Setúbal ha contribuito a due promozioni del club in Primeira Liga la prima nel 1952 e la seconda nel 1962.

### Nazionale
Ha collezionato 2 presenze con la propria nazionale entrambe nel 1955 in occasione di due amichevoli ufficiali entrambe vinte dal Portogallo.

## Statistiche

### Cronologia presenze e reti in nazionale
| Cronologia completa delle presenze e delle reti in nazionale ― Portogallo | Cronologia completa delle presenze e delle reti in nazionale ― Portogallo | Cronologia completa delle presenze e delle reti in nazionale ― Portogallo | Cronologia completa delle presenze e delle reti in nazionale ― Portogallo | Cronologia completa delle presenze e delle reti in nazionale ― Portogallo | Cronologia completa delle presenze e delle reti in nazionale ― Portogallo | Cronologia completa delle presenze e delle reti in nazionale ― Portogallo | Cronologia completa delle presenze e delle reti in nazionale ― Portogallo |
| Data                                                                      | Città                                                                     | In casa                                                                   | Risultato                                                                 | Ospiti                                                                    | Competizione                                                              | Reti                                                                      | Note                                                                      |
| ------------------------------------------------------------------------- | ------------------------------------------------------------------------- | ------------------------------------------------------------------------- | ------------------------------------------------------------------------- | ------------------------------------------------------------------------- | ------------------------------------------------------------------------- | ------------------------------------------------------------------------- | ------------------------------------------------------------------------- |
| 10-04-1955                                                                | Lisbona                                                                   | Portogallo                                                                | 3 – 1                                                                     | Lussemburgo                                                               | Amichevole                                                                | 0                                                                         |                                                                           |
| 01-05-1955                                                                | Lisbona                                                                   | Portogallo                                                                | 6 – 1                                                                     | Saar                                                                      | Amichevole                                                                | 0                                                                         |                                                                           |
| Totale                                                                    |                                                                           | Presenze                                                                  | 2                                                                         |                                                                           | Reti                                                                      | 0                                                                         |                                                                           |

## Palmarès

### Club
- Coppa di Portogallo: 1

Sporting: 1953-1954
- Campionato portoghese: 2

Sporting: 1953-1954, 1957-1958